# Seznam představitelů městské části Brno-Medlánky
Toto je seznam představitelů městské části Brno-Medlánky. Vesnice Medlánky byla samostatnou obcí do roku 1919, kdy se stala součástí Brna. Samosprávná městská část Brno-Medlánky vznikla v roce 1990.

## Před rokem 1850
V roce 1695 je jako rychtář doložen Matěj Žák, ve druhé polovině 18. století působili jako purkmistři postupně Václav Kunc, Tomáš Grošov, Blažej Večeřa, později také Filip Mašek a Václav Mašek.

## Starostové obce (1850–1919)
| Ve funkci | Jméno             | Strana | Poznámky |
| --------- | ----------------- | ------ | -------- |
| od 1879   | Josef Tišnovský   |        |          |
| 1889–1901 | František Mašek   |        |          |
| 1901–1910 | Ferdinand Vyzina  |        |          |
| 1910–1919 | Antonín Tišnovský |        |          |

## Starostové městské části (od 1990)
| Ve funkci | Jméno             | Kandidátní listina      | Navrhující strana  | Politická příslušnost | Poznámky |
| --------- | ----------------- | ----------------------- | ------------------ | --------------------- | -------- |
| 1990–1994 | František Filípek | OF                      |                    |                       |          |
| 1994–1998 | František Filípek | ODS                     | ODS                | ODS                   |          |
| 1998–2002 | František Filípek | ODS                     | ODS                | ODS                   |          |
| 2002–2006 | František Filípek | ODS                     | ODS                | ODS                   |          |
| 2006–2010 | Alena Valentová   | ODS                     | ODS                | ODS                   |          |
| 2010–2014 | Alena Valentová   | ODS                     | ODS                | ODS                   |          |
| 2014–2018 | Michal Marek      | SNK OBČANÉ PRO MEDLÁNKY | nezávislý kandidát | nestraník             |          |
| 2018–2022 | Michal Marek      | Občané pro Medlánky     | nezávislý kandidát | nestraník             |          |